# Arthur Kane
 (mars 2019).
Si vous disposez d'ouvrages ou d'articles de référence ou si vous connaissez des sites web de qualité traitant du thème abordé ici, merci de compléter l'article en donnant les références utiles à sa vérifiabilité et en les liant à la section « Notes et références ».
Arthur Harold Kane Jr., né le 3 février 1949 dans le Bronx et mort le 23 juillet 2004 à Los Angeles, est un bassiste américain membre fondateur du groupe The New York Dolls de 1972 à 1975.

## Biographie
Il est né dans le Bronx il est le seul enfant d'Erna d'origine suédoise and Harold Kane. Il quitte sa maison natale à 17 ans. Sa mère décède peu de temps après d'une leucémie. Il étudie à l'école 'Martin Van Buren High School' dans le Queens. Il passe  un an à Amsterdam. Il rencontre Johnny Thunders à New York. Il est membre fondateur du groupe New York Dolls avec Johnny Thunders, Rick Rivets et Billy Murcia à West Village.

## Discographie
- 1973 - New York Dolls